# Jiří Novotný (filmový historik)
Jiří Novotný (1. července 1936 Zlín – 7. července 2018 Zlín) byl český filmový historik, projektant a pedagog. Byl u vzniku Filmového festivalu pro děti a mládež ve Zlíně a podílel se na jeho znovuobnovení. Zároveň byl spoluzakladatelem a také vyučujícím Vyšší odborné školy filmové ve Zlíně, spoluzakladatel ''Klubu H+Z'' a významně se podílel na obnovení činnosti Rotary klubu ve Zlíně.

## Život
Narodil se 1. července 1936 ve Zlíně v rodině filmového režiséra Jaroslava Novotného a jeho manželky, učitelky, Jiřiny, rozené Křížové. Odmalička vyrůstal ve filmařském prostředí, které rozvíjelo jeho výtvarné nadání. Jeho otec patřil k zakladatelům Filmových ateliérů ve Zlíně.
V padesátých letech se vyučil zedníkem. Po vyučení absolvoval Průmyslovou školu stavební ve Zlíně. Poté více než 35 let pracoval v projektové organizaci Centroprojekt. Zde vystřídal několik pracovních odborností, od projektování až po vydávání odborného časopisu, audiovizuálně a fotograficky dokumentoval řadu stavebních realizací podle projektové dokumentace Centroprojektu. Také zpracovával obrazový archiv Centroprojektu, který posloužil jako základ publikace o stavebních dějinách města Zlína s názvem Zlínská architektura, od architekta Pavla Nováka.
Neoficiálně studoval historii filmu na Filozofické fakultě Masarykovy univerzity v Brně. Dlouhá léta ve Zlíně organizoval Filmový klub, pro který připravil řadou odborných přednášek. Na počátku 60. let stál u zrodu Filmového festivalu pro děti a mládež jako první tajemník poroty.
Po roce 1989 se účastnil konkurzu na místo v novém vedení Filmových ateliérů Zlín, kde pak pracoval jako technický náměstek ředitele. V 90. letech 20. století přispěl k institucionalizaci Filmového festivalu pro děti a mládež. Byl členem poradních orgánů Ministerstva kultury zaměřených na film. Devět let byl členem Rady pro rozhlasové a televizní vysílání, která byla protiprávně odvolána a soudně rehabilitována po 20. letech. Soudní rehabilitace se Jiří Novotný nedožil.
Byl spoluzakladatelem a také vyučujícím Vyšší odborné školy filmové ve Zlíně. Významným podílem se účastnil na vydání publikací a pořádání výstav o historii Filmových ateliérů. Byl také autorem čtyřdílné putovní výstavy o historii zlínského animovaného filmu.
Na počátku 90. let byl jedním z prvních členů obnoveného zlínského Rotary klubu, v letech 1996-1997 byl jeho prezidentem. V roce 1998 se stal spoluzakladatelem Klubu H+Z a členem jeho výboru. V roce 2005 získal Cenu města Zlína V roce 2015 získal ocenění Rotary klubu, Cenu Tomáše J. Bati.
Jiří Novotný zemřel po dlouhé nemoci dne 7. července 2018 ve Zlíně.